# Olivier Dazat
Olivier Dazat est un scénariste et écrivain français.

## Filmographie
- 1991 : On peut toujours rêver de Pierre Richard
- 1993 : La Cavale des fous de Marco Pico
- 1994 : Les Faussaires de Frédéric Blum
- 1995 : Dis-moi oui d'Alexandre Arcady
- 1996 : Les Agneaux de Marcel Schüpbach
- 1996 : Les Deux Papas et la Maman de Jean-Marc Longval et Smaïn
- 1997 : Droit dans le mur de Pierre Richard
- 1997 : Je ne vois pas ce qu'on me trouve de Christian Vincent
- 1999 : Monsieur Naphtali d'Olivier Schatzky
- 1999 : Himalaya : L'Enfance d'un chef d'Éric Valli
- 2001 : Trois huit de Philippe Le Guay
- 2001 : Le Vélo de Ghislain Lambert de Philippe Harel
- 2003 : Tristan de Philippe Harel
- 2004 : Podium de Yann Moix
- 2004 : Massaï, les guerriers de la pluie de Pascal Plisson
- 2005 : Les Parrains de Frédéric Forestier
- 2006 : Quatre Étoiles de Christian Vincent
- 2006 : Du jour au lendemain de Philippe Le Guay
- 2006 : Mon meilleur ami de Patrice Leconte
- 2008 : Astérix aux Jeux olympiques de Frédéric Forestier et Thomas Langmann
- 2008 : Les Insoumis de Claude-Michel Rome
- 2009 : Cinéman de Yann Moix
- 2011 : Trois fois 20 ans de Julie Gavras
- 2012 : Comme un chef de Daniel Cohen
- 2015 : Le Grand Jour de Pascal Plisson (documentaire)
- 2016 : Radin ! de Fred Cavayé
- 2018 : Normandie nue de Philippe Le Guay
- 2020 : Le Bonheur des uns... de Daniel Cohen

## Ouvrages
- 1986 : Chroniques perverses, Messinger
- 1987 : Seigneurs et forçats du vélo, Calmann-Lévy
- 1988 : Lettres volées de Gérard Depardieu (coauteur), Jean-Claude Lattès
- 1988 : Dictionnaire des personnages de cinéma (collaboration), Bordas
- 1988 : Alain Delon, Seghers
- 1988 : Gérard Depardieu, Seghers
- 1988 : Le Livre de la haine, Calmann-Lévy
- 1989 : Marilyn Monroe, Seghers
- 1991 : Panache, Le Diletante
- 1992 : Dictionnaire inattendu des citations (avec Alain Dag'nau), Hachette
- 1993 : Mes jours heureux (avec François Perier) (coauteur), Nil
- 1995 : Écris-moi de Smaïn (coauteur), Nil
- 2000 : L'Honneur des champions, Hoëbeke
- 2013 : Hier encore, Hoëbeke